# World Series by Renault
Navigation
World Series by Nissan

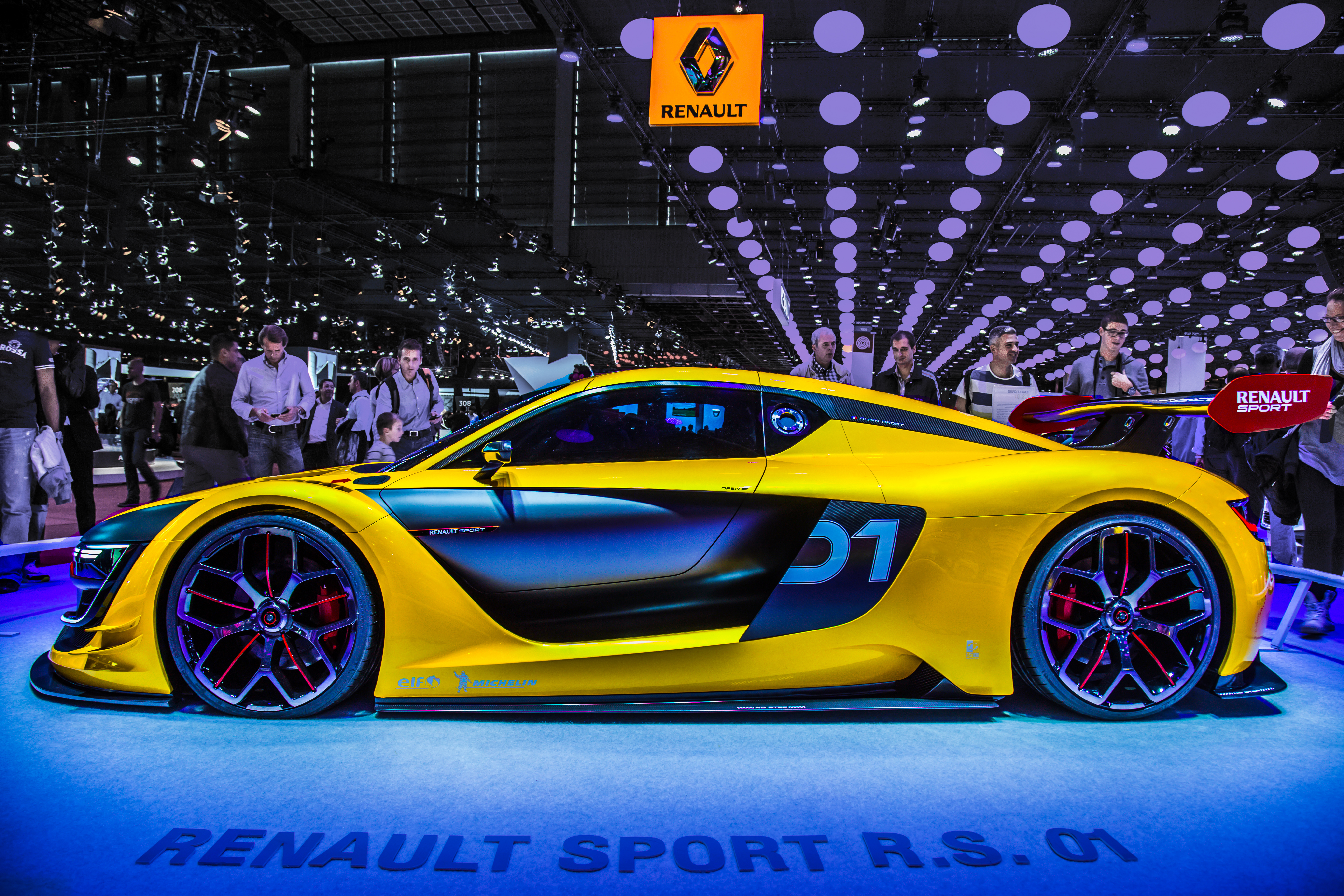
Renault R.S.01

Les World Series by Renault, parfois abrégé en WSR, sont un format de course automobile créé en 2005 et disputé en Europe qui regroupe les principales catégories monotypes du constructeur Renault.
Ce format s'articule autour du championnat Formula Renault 3.5 Series — dont la majorité des courses fait partie des WSR — et comprend également le championnat Eurocup Formula Renault 2.0, antichambre de la Série 3.5. D'autres championnats sont au programme avec l'Eurocup Mégane Trophy, le Renault Sport Trophy ou l'Eurocup Clio.

## Historique

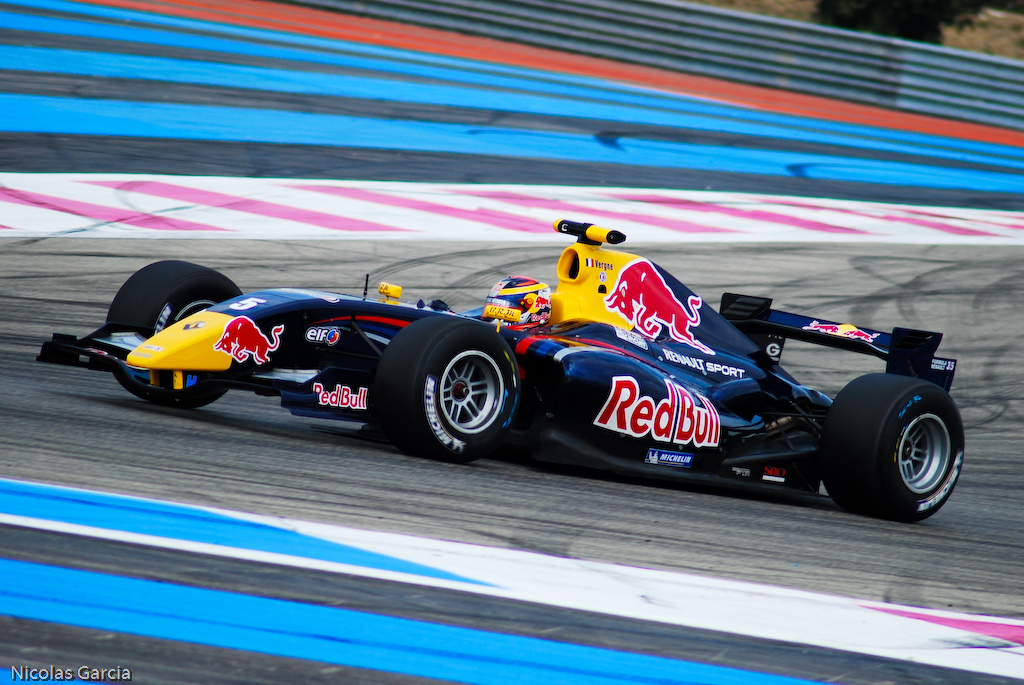
Formule Renault 3.5 des World Series by Renault, pilotée par Jean-Éric Vergne au Circuit Paul Ricard

Le format des World Series by Renault a été créé en 2005, à la suite de la fusion entre les championnats World Series by Nissan et Formula Renault V6 Eurocup (en).
Les caractéristiques techniques de ce dernier ont été conservées pour la création du championnat Formula Renault 3.5 Series, qui reste le championnat principal.

## Championnats présents
- Les Formula Renault 3.5 Series (de 2005 à 2015)
- L'Eurocup Formula Renault 2.0
- L'Eurocup Mégane Trophy
- Le Renault Sport Trophy
- L'Eurocup Clio

D'autres courses, dont les championnats nationaux de Formule Renault, peuvent s'ajouter aux meetings. La FR3.5 peut ainsi organiser des courses extérieures au WSR, comme à l'occasion du Grand Prix de Monaco de Formule 1.

## Déroulement des meetings
L'accès est gratuit pour les spectateurs et le programme des courses est enrichi par de nombreuses animations : démonstrations de l'équipe Infiniti Red Bull Racing de F1, parades de voitures historiques, concerts, simulateurs…